# 阿什莉·纳尔逊
阿什莉·纳尔逊（英語：Ashleigh Nelson，1987年3月5日—），澳大利亚女子曲棍球运动员。她曾代表澳大利亚参加2010年和2014年英联邦运动会曲棍球比赛，获得二枚金牌。她也曾参加2012年夏季奥运会。